# Gentiana rostanii
Gentiana rostanii är en gentianaväxtart som beskrevs av Reuter och Verlot. Gentiana rostanii ingår i släktet gentianor, och familjen gentianaväxter. Inga underarter finns listade i Catalogue of Life.